# Músculos infra-hióideos
Os músculos infra-hioideos (português brasileiro) ou músculos infra-hioideus (português europeu) são um grupo muscular do pescoço, compreendendo os músculos que se estendem desde o osso hioide até à clavícula, escápula, e esterno.
Estes músculos têm funções de abaixamento do osso hioide e da laringe, assim como de fixação do osso hioide para que os músculos supra-hioideus actuem no abaixamento da mandíbula. Por isso, os músculos infra-hioideus são ditos "abaixadores indirectos" da mandíbula.
São eles: os músculos esterno-hioideu e omo-hioideu (num plano mais superficial), e os músculos esterno-tiroideu e tiro-hioideu (num plano profundo).